# Република Арцах
Арцах (јерм. Արցախ), званично Република Арцах (јерм. Արցախի Հանրապետություն), позната и као Нагорнокарабашка Република (скраћено НКР; јерм. Լեռնային Ղարաբաղի Հանրապետություն), била је дефакто независна држава на јужном Кавказу, коју је Азербејџан сматрао делом своје територије. Област је имала јерменску етничку већину и налазила се под делимичном војном и политичком контролом локалних Јермена.
Декретом председника Арцаха 28. септембра 2023, укинуте су све институције непризнате државе, која је званично престала да постоји 1. јануара 2024. године.

## Историја
Током историје, подручје данашњег Нагорно-Карабаха налазило се у саставу Персијског царства, Јерменије, Римског царства, Омејадског халифата, Абасидског халифата, Селџучке државе, Илканата, Џалајридске државе, државе Кара Којунлу, државе Ак Којунлу, Руског царства и Совјетског Савеза.
У античко доба регион је био познат под именом Арцах и представљао је провинцију Краљевине Јерменије. У 16. веку је на подручју данашњег Нагорно-Карабаха постојало пет јерменских кнежевина, које су представљале последњи вид јерменске државности пре коначног пада под туђинску власт.
У време совјетске управе (1923—1991. године), Нагорно-Карабах је био аутономна област у оквиру совјетског Азербејџана. Ова област је била физички одвојена од Јерменске совјетске републике, јер се између њих налазио аутономни Црвени Курдистан, настањен етничким Курдима. После дефинитивног укидања Црвеног Курдистана (1930. године), простор између Нагорно-Карабаха и јерменске совјетске републике постаје део ужег подручја Азербејџана под директном контролом власти у Бакуу.
У време распада Совјетског Савеза, локално јерменско становништво Нагорно-Карабаха је 10. децембра 1991. прогласило независност од Азербејџана и оснивање Републике Нагорно-Карабах. Новопроглашена република је представљала енклаву физички одвојену од Јерменије и потпуно окружену територијом Азербејџана, али су, током оружаног конфликта који је избио у региону, јерменске оружане снаге успоставиле контролу над територијама које су се налазиле између Јерменије и Нагорно-Карабаха (односно над подручјем некадашњег Црвеног Курдистана).
- Историјска област Арцах до 9. века.
- Пет кнежевина Карабаха, последњи остатак јерменске државности у 16. веку
- Геополитичка карта Кавказа

## Ратови за Нагорно-Карабах
Први рат за Нагорно-Карабах је био оружани сукоб који је трајао од фебруара 1988. до маја 1994, у овој енклави у југозападном Азербејџану, између Републике Азербејџан и већинских Јермена из Нагорно-Карабаха уз подршку Републике Јерменије. На референдуму који је одржан у Нагорно-Карабаху већина гласача је гласала за припајање Јерменији, док су референдум бојкотовали азербејџански становници Нагорно-Карабаха. Како се распад Совјетског Савеза приближавао, почели су све насилнији сукоби између Јермена и Азера, што је довело до етничког чишћења са обе стране.
Проглашење независности Азербејџана од Совјетског Савеза увело је овај регион у још већи конфликт. Као што је Азербејџан прогласио независност од Совјетског Савеза, јерменска већина у Нагорно-Карабаху гласала је да се отцепе од Азербејџана и прогласила непризнату Републику Нагорно-Карабах.
Чак 230.000 Јермена из Азербејџана и 800.000 Азера из Јерменије и Карабаха су расељени као резултат сукоба. Руским посредовањем потписано је примирје у мају 1994. године.
Током азерско-јерменског рата 2020. Азербејџан је освојио јужне делове Арцаха, укључујући и гради Шуши, други по величини град у Арцаху. За време и након рата, азерске снаге су извршиле етничко чишћење јерменског становништа у освојеним подручјима. Након потписаног примирја, јерменске снаге су морале да су повуку из подручја око Арцаха и препусте их Азербејџану. Руски мировњаци су распоређени дуж Лачинског коридора.
Након азербејџанске офанзиве 19. септембра 2023. влада Републике Арцах се сложила да се разоружа и ушла је у преговоре са Азербејџаном, што је довело до егзодуса Јермена из области. Дана 28. септембра 2023, председник Арцаха је потписао декрет којим је уговорено да ће држава и све њене институције престати да постоје 1. јануара 2024. године.

## Становништво
Године 2015. у Арцаху је живело 145.000 људи, углавном Јермена (99,7%).

## Политички статус
Током свог постојања, сувереност Републике Нагорно-Карабах није признала ниједна суверена држава или међународна организација (укључујући и саму Јерменију).

## Управна подела
Република Нагорно-Карабах је установила неколико територијалних јединица. Неке од њих су одговарале Азербејџанским рејонима, док су друге имале различите границе. Следи компаративна табела тренутне територијалне поделе коју је направила влада Републике Нагорно-Карабах и одговарајућих рејона Азербејџана.
| Подела Нагорно-Карабаха | Азербејџански рејон               |
| ----------------------- | --------------------------------- |
| Аскеран                 | Ханкенди (град), Хоџали           |
| Хадрут                  | јужни Хоџавенд                    |
| Мардакерт               | источни Келбаџар и западни Тартар |
| Мартуни                 | северни Хоџавенд                  |
| Шахумијан*              | Нафталан (град), јужни Горанбој   |
| Шуша                    | Шуша (град), Шуша                 |

Република Нагорно-Карабах присвајала је област Шахумијан, која није била део историјске Аутономне области Нагорно-Карабах. Представници Шахумијана су прогласили независност заједно са Нагорно-Карабахом односно Република Нагорно-Карабах је проглашена са Шахумијаном унутар својих граница. За разлику од остатка Нагорно-Карабаха, Шахумијан је остао под азербејџанском контролом. Главни град Нагорно-Карабаха био је Степанакерт.

## Мапе
- Нагорно-Карабах и Курдистански округ (Црвени Курдистан) 1930. године.
- Границе совјетске аутономне области Нагорно-Карабах у саставу совјетског Азербејџана (1930—1991. године).
- Совјетска аутономна област Нагорно-Карабах са приказаном локацијом већих градова.
- Мапа административне поделе Републике Нагорно-Карабах (у прокламованим границама после 1991. године) и неких околних области Азербејџана.
- Границе историјске аутономне области Нагорно-Карабах, прокламоване границе независног Нагорно-Карабаха и територија под фактичком контролом независног Нагорно-Карабаха.
- Границе историјске аутономне области Нагорно-Карабах, прокламоване границе независног Нагорно-Карабаха и територија под фактичком контролом независног Нагорно-Карабаха.
- Бивше границе Републике Нагорно-Карабах.
- Мапа региона.
- Промене граница области након ратова.